# Joe Bryan
Joseph Edward Bryan (Bristol, 17 settembre 1993) è un calciatore inglese, difensore del Millwall.

## Caratteristiche tecniche
È un terzino sinistro.

## Carriera
Cresciuto nelle giovanili dello Bristol City, ha esordito il 26 novembre 2011 durante il prestito al Bath City in occasione del match di campionato pareggiato 1-1 contro il Mansfield Town. Il 4 agosto 2020 ha deciso la finale dei play-off tra Brentford e Fulham (terminata 1-2 per i londinesi), grazie ad una doppietta siglata nei tempi supplementari che ha riportato il Fulham in Premier League dopo un solo anno di Championship.

## Statistiche

### Presenze e reti nei club
Statistiche aggiornate al 30 giugno 2023.
| Stagione            | Squadra             | Campionato          | Campionato | Campionato | Coppe nazionali      | Coppe nazionali | Coppe nazionali | Coppe continentali | Coppe continentali | Coppe continentali | Altre coppe | Altre coppe | Altre coppe | Totale | Totale | Totale |
| Stagione            | Squadra             | Comp                | Pres       | Reti       | Comp                 | Pres            | Reti            | Comp               | Pres               | Reti               | Comp        | Pres        | Reti        | Pres   | Reti   |        |
| ------------------- | ------------------- | ------------------- | ---------- | ---------- | -------------------- | --------------- | --------------- | ------------------ | ------------------ | ------------------ | ----------- | ----------- | ----------- | ------ | ------ | ------ |
| 2011-2012           | Bath City           | NAT                 | 4          | 1          | FACup+FA Trophy      | 0+1             | 0               |                    | -                  | -                  |             | -           | -           | 5      | 1      |        |
| 2011-2012           | Bristol City        | FLC                 | 1          | 0          | FACup+CdL            | 0               | 0               |                    | -                  | -                  |             | -           | -           | 1      | 0      |        |
| 2012-2013           | Bristol City        | FLC                 | 13         | 0          | FACup+CdL            | 0               | 0               |                    | -                  | -                  |             | -           | -           | 13     | 0      |        |
| 2012-2013           | Plymouth            | FL2                 | 10         | 1          | FACup+CdL+EFL Trophy | 0               | 0               |                    | -                  | -                  |             | -           | -           | 10     | 1      |        |
| 2013-2014           | Bristol City        | FL1                 | 21         | 2          | FACup+CdL+EFL Trophy | 3+2+2           | 0+0+1           |                    | -                  | -                  |             | -           | -           | 28     | 3      |        |
| 2014-2015           | Bristol City        | FL1                 | 41         | 6          | FACup+CdL+EFL Trophy | 4+1+4           | 0+1+0           |                    | -                  | -                  |             | -           | -           | 50     | 7      |        |
| 2015-2016           | Bristol City        | FLC                 | 39         | 2          | FACup+CdL            | 1+0             | 0               |                    | -                  | -                  |             | -           | -           | 40     | 2      |        |
| 2016-2017           | Bristol City        | FLC                 | 44         | 1          | FACup+CdL            | 3+2             | 0               |                    | -                  | -                  |             | -           | -           | 49     | 1      |        |
| 2017-2018           | Bristol City        | FLC                 | 43         | 5          | FACup+CdL            | 0+5             | 2               |                    | -                  | -                  |             | -           | -           | 48     | 7      |        |
| ago. 2018           | Bristol City        | FLC                 | 1          | 0          | FACup+CdL            | 0               | 0               |                    | -                  | -                  |             | -           | -           | 1      | 0      |        |
| Totale Bristol City | Totale Bristol City | Totale Bristol City | 203        | 16         |                      | 27              | 4               |                    | -                  | -                  |             | -           | -           | 230    | 20     |        |
| 2018-2019           | Fulham              | PL                  | 28         | 0          | FACup+CdL            | 0+1             | 0+1             |                    | -                  | -                  |             | -           | -           | 29     | 1      |        |
| 2019-2020           | Fulham              | PL                  | 43+3       | 1+2        | FACup+CdL            | 2+1             | 0+0             |                    | -                  | -                  |             | -           | -           | 49     | 3      |        |
| 2020-2021           | Fulham              | PL                  | 16         | 1          | FACup+CdL            | 2+1             | 0+0             |                    | -                  | -                  |             | -           | -           | 19     | 1      |        |
| 2021-2022           | Fulham              | FLC                 | 15         | 0          | FACup+CdL            | 2+2             | 0+0             |                    | -                  | -                  |             | -           | -           | 19     | 0      |        |
| Totale Fulham       | Totale Fulham       | Totale Fulham       | 102+3      | 2+2        |                      | 11              | 1               |                    | -                  | -                  |             | -           | -           | 116    | 5      |        |
| 2022-2023           | Nizza               | L1                  | 6          | 0          | CF                   | 1               | 0               | UECL               | 3                  | 1                  |             | -           | -           | 10     | 1      |        |
| Totale carriera     | Totale carriera     | Totale carriera     | 328        | 22         |                      | 40              | 5               |                    | 3                  | 1                  |             | -           | -           | 371    | 28     |        |

## Palmarès

### Club

#### Competizioni nazionali
- Football League One: 1

Bristol City: 2014-2015
- Football League Trophy: 1

Bristol City: 2014-2015
- Campionato inglese di seconda divisione: 1

Fulham: 2021-2022